# Пяша (деревня, Мокшанский район)
Пяша — деревня в Мокшанском районе Пензенской области, входит в Рамзайский сельсовет.
Расположена на реке Пяшенка (приток Пензятки) в 2,5-3 км к югу от села Рамзай, в 20 км к юго-востоку от Мокшана и в 10 км к северо-западу от окраин Пензы (20 км от центра города).
Ближайшая ж.-д. станция Рамзай (на линии Пенза — Ряжск) находится в 2 км к западу деревни.

## История
Поселена в середине XVIII в. (по купчей 1759 г.) женой князя Николая Петровича Щербатова Анной Васильевной. Первыми поселенцами были крестьяне из села Покровское (ныне село Пяша Бековского района). В 1790 г. деревня имела второе название Щербатовка и относилась к Пензенскому уезду.
Название деревни происходит от мордовского пяше — «липа».

## Население
| 1790 | 1864 | 1897 | 1912 | 1926 | 1931 | 1939 |
| ---- | ---- | ---- | ---- | ---- | ---- | ---- |
| 90   | ↗414 | ↗545 | ↗648 | ↗683 | ↗714 | ↘454 |
| 1959 | 1979 | 1989 | 1996 | 2002 | 2010 |      |
| ↘392 | ↘307 | ↘258 | ↘253 | ↘221 | ↘181 |      |

Население на 1.01.2016 — 199 человек.